# St. Barbara (Essen-Byfang)

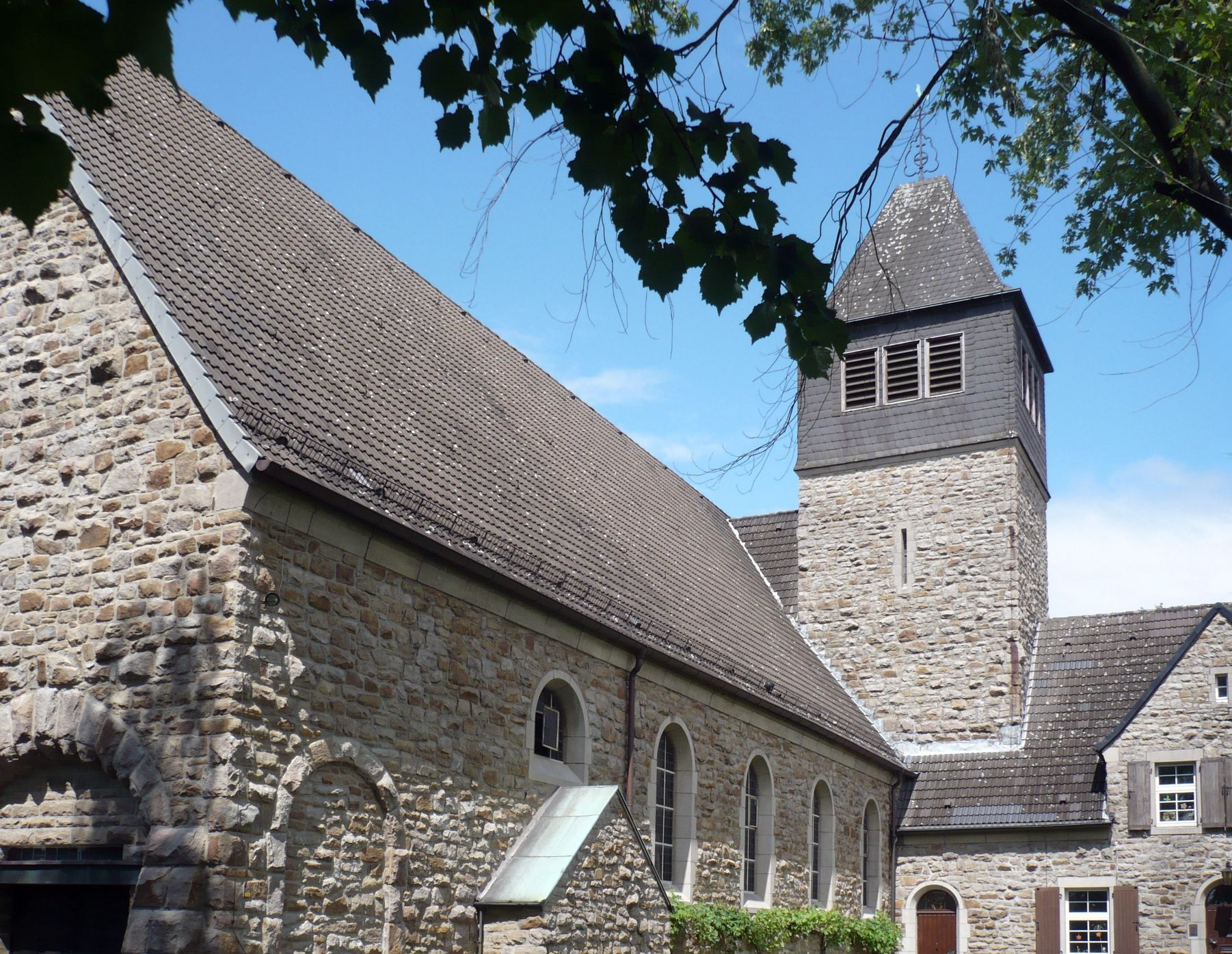
St. Barbara Byfang

Die Kirche St. Barbara ist ein ortsbildprägendes, römisch-katholisches Kirchengebäude im Essener Stadtteil Byfang. Die nach der heiligen Barbara von Nikomedien, Patronin der Bergleute, benannte Kirche gehört zur Kirchengemeinde St. Josef Essen Ruhrhalbinsel im Stadtdekanat Essen des Bistums Essen. Die Kirche steht in etwas erhöhter Lage auf dem Nöckersberger Sattel.

## Geschichte
Ursprünglich gehörte Byfang zur Pfarrei Niederwenigern, was einen weiten Weg für die Gläubigen in Byfang bedeutete. Deshalb wurde 1898 ein Kapellenverein gegründet, dessen Ziel die Errichtung eines Gotteshauses in Byfang war. 1902 stiftete ein örtlicher Gastronom den Bauplatz. Zunächst wurde eine sehr einfache Behelfskapelle errichtet. Aber wegen des Ersten Weltkriegs und aus wirtschaftlichen Gründen zur Zeit der Hyperinflation in der ersten Hälfte der 1920er Jahre dauerte es noch bis 1928, ehe der Kirchenbau begann. Am 11. August 1929 erfolgte die feierliche Einweihung des Kirchengebäudes. Der ganze Ort war mit Fahnen und Girlanden geschmückt. Gegen 8.30 Uhr versammelten sich nahe der Kirche die kirchlichen Vereine mit ihren Fahnendeputationen zur Prozession, die sich mit Schulkindern und der Geistlichkeit zur Kirche begab. Der erste Pfarrer und Dechant der St.-Josef-Gemeinde Kupferdreh, Friedrich Schwermann, weihte die Kirche und hielt in der ersten Heiligen Messe in Byfang die Festpredigt.
1985 bekam die Kirchengemeinde St. Barbara ein Gemeindeheim, 1996 wurde es um einen Neubau erweitert. Seit dem 1. April 2008 gehört die St.-Barbara-Kirche als Filialkirche zur Kirchengemeinde St. Josef.

## Beschreibung
Der von Südwesten nach Nordosten ausgerichtete Kirchenbau besteht aus einem rechteckigen Kirchenschiff und einem kleinen im Nordosten angefügten Chor, auf dessen rechter Seite sich ein quadratischer Turm mit einem Pyramidendach erhebt. Es ist eine Saalkirche, die mit einem steilen Satteldach gedeckt ist. Die Kirche wurde vollständig aus Ruhrsandstein gemauert, den ein Steinbruchbesitzer kostenlos zur Verfügung stellte. Die Eingangsfassade ist weitgehend schmucklos – drei Torbögen lassen drei Tore erwarten, aber nur im rechten und linken Bogen sind Eingänge, im mittleren Bogen ist ein Fenster, das den Taufstein im Innern beleuchtet. Im Giebel der Fassade befindet sich eine schlichte Rosette.

## Glaskunst
Bemerkenswert ist die Ausgestaltung der Kirchenfenster. Die je fünf Rundbogenfenster auf beiden Seiten des Kirchenschiffs sind aufgelöst in kleine farbige Rechtecke, deren Farben von Blau über Gelb nach Braun/Rot bei jedem Fenster anders verlaufen. Diese Gestaltung kann als Beispiel für Glaskunst im 20. Jahrhundert gelten. Die Fenster stammen vermutlich aus dem Jahr der Fertigstellung der Kirche, der Künstler ist unbekannt. Zur gleichen Zeit entstanden vermutlich auch die drei Glasfenster, die als Kontrast sehr gegenständlich im Stil des 19. Jahrhunderts links die Kirchenpatronin Barbara, in der Mitte Christus als König und rechts den heiligen Ludgerus darstellen. Aus neuerer Zeit, etwa 1966, stammen das Fenster hinter dem Taufbecken und die Verglasung der Rosette, beides freie Kompositionen, deren Urheber ebenfalls unbekannt ist. Die Fenster sind bei der Forschungsstelle Glasmalerei des 20. Jh. e .V. in Mönchengladbach dokumentiert.

## Geläut
Das dreistimmige Geläut wurde 1947 vom Bochumer Verein gegossen.
| Nr. | Durchmesser (mm) | Gewicht (kg, ca.) | Schlagton (HT-1/16) |
| 1   | 1.180            | 620               | ges′                |
| 2   | 980              | 360               | b′                  |
| 3   | 820              | 220               | des″                |